# Brezje, Sveti Jurij ob Ščavnici
Brezje je naselje v Občini Sveti Jurij ob Ščavnici.